# Зузяк Тетяна Петрівна
Тетяна Петрівна Зузяк (7 травня 1977, Вінниця) — український мистецтвознавець. Кандидат мистецтвознавства за спеціальністю декоративне і прикладне мистецтво.

## Біографічна довідка
У 2000 році закінчила художньо-графічний факультет Прикарпатського університету імені Стефаника. 
Член Вінницької обласної організації Національної спілки художників України з 2004 року.